# Hannah Marie Wormington
Hannah Marie Wormington (Denver, 5 de septiembre de 1914 – Ibídem, 31 de mayo de 1994) fue una arqueóloga estadounidense conocida por sus escritos y trabajos de campo sobre la arqueología del suroeste americano y el Paleoamericano, a lo largo de una carrera que duró casi sesenta años.

## Trayectoria
Wormington nació en Colorado, y era la hija de Adrienne Roucolle y Charles Watkin Wormington. De niña, pasó la mayor parte de su tiempo con su madre y su abuela materna, que habían llegado a Estados Unidos desde Francia. Hablar inglés y francés con fluidez resultó ser una ventaja de gran utilidad el verano en el que viajó a Francia para iniciar su carrera de arqueología. Wormington fue la primera mujer en dedicarse a la antropología en Radcliffe. Durante esta época, en algunas zonas del país había cierta oposición a la inclusión de mujeres en departamentos de arqueología. Y, mientras Wormington estudiaba en la Universidad de Harvard, un profesor le llegó a pedir que se sentara fuera del aula para tomar notas. 
Antes de obtener su doctorado, Wormington ya tenía una destacada carrera en antropología que comenzó en 1935 después de licenciarse en la Universidad de Denver. Sus principales áreas de interés eran la medicina y la zoología, pero se pasó a la arqueología después de asistir a algunas clases impartidas por el catedrático de antropología Etienne B. Renaud (1880-1973). Apoyó la idea de que las técnicas de herramientas de piedra paleolítica en el Nuevo Mundo eran idénticas a las de otras partes del mundo. Renaud sugirió viajar a Francia para hacer algunas investigaciones.
Wormington obtuvo su licenciatura en Antropología en la Universidad de Denver en 1935, su Máster en Antropología en el Instituto de Estudios Avanzados Radcliffe en 1950 y su doctorado en Antropología en Radcliffe (Universidad de Harvard) en 1954. Inició su carrera profesional usando los contactos que había hecho al llegar a Londres, y contactó con la arqueóloga Dorothy Garrod que se convirtió en su mentora. Garrod la presentó a algunos arqueólogos notables que se encontraban en París en ese momento, como Harper Pat Kelley y Henri Martin, entre otros. 
Mientras trabajaba junto a Kelley, a Wormington se le permitió tomar prestados algunos objetos encontrados en Europa para la recopilación de datos en el Museo de Denver. Martin insistió en que Wormington formara parte de las excavaciones del Paleolítico que tuvieron lugar en Dordogne, y así pasó su 21 cumpleaños. Después de regresar a Denver, fue contratada en el Museo de Historia Natural de Colorado (hoy conocido como el Museo de Naturaleza y Ciencia de Denver) en el departamento de antropología hasta que este cerró en 1968, por lo que su nombramiento como conservadora se extendió a lo largo de 33 años. Gracias a su experiencia como una de las principales autoridades en el estudio del Paleoamericano, el museo pudo forjarse una reputación extraordinaria. Mientras trabajaba en el museo y antes de obtener su Master y doctorado, Wormington escribió Ancient Man in North America yPrehistoric Indian of the South West.
Ancient Man in North America fue la primera compilación completa del Pleistoceno y las primeras búsquedas del Holoceno en Norteamérica. Este libro pasó por más de una docena de revisiones y es considerado un clásico en el campo de la arqueología paleoindia. La información contenida en el libro proporcionó a una generación de arqueólogos un resumen detallado de la investigación. Prehistoric Indian of the South West también pasó por varias revisiones y se utilizó como texto de referencia a finales de los años 40 y principios de los 50. Poco después de esta publicación, presentó una exposición en el museo titulada "Hall of Man".
En 1940, Wormington se casó con George D. Volk, geólogo e ingeniero petrolero, pero decidió mantener su apellido de soltera. Durante Segunda Guerra Mundial, se tomó un permiso de excedencia para viajar con Volk hasta que lo enviaron al extranjero. En ese momento, regresó de nuevo al museo. Volk murió en 1980, después de 40 años de matrimonio. Durante esos años, apoyó la carrera de Wormington construyendo cribas y reparando palas para ser usadas durante las excavaciones, así como para las tareas de cocina en el campamento.
Wormington murió en su casa en Denver el 31 de ,mayo de 1994 debido a inhalación de humo después de un incendio que había comenzado en la sala de estar donde ella dormía. Se había quedado dormida en el sofá después de encender un cigarrillo, que prendió fuego al sofá.

## Investigaciones
En 1936, Wormington comenzó a catalogar todos los restos del yacimiento de Lindenmeier en el Museo de Historia Natural de Colorado. Este yacimiento fue uno de los primeros campamentos paleoamericanos en ser excavados. Los útiles encontrados se asociaban a menudo con bisontes extintos. Worminton estuvo a cargo de la investigación y comparación de estos hallazgos con los encontrados en Europa. Mientras trabajaba en el museo, comenzó su propia investigación en los Montrose Rock Shelters y en el yacimiento Johnson. Junto con su trabajo en Colorado, también participó en excavaciones en el asentamiento de Fremont en Utah. La investigación recogida en este yacimiento proporcionó las pruebas necesarias para que Wormington concluyera en su informe que la cultura de Fremont se originó en la antigua cultura del desierto de la Gran Cuenca. A lo largo de su carrera en el Museo de Historia Natural de Colorado, Wormington asistió y asesoró en muchos emplazamientos conocidos por la cultura paleoamericana. Durante estos años, se convirtió en amiga y mentora de varios arqueólogos novatos, como Cynthia Irwin Williams y su hermano Henry Irwin. 

### Excavaciones de yacimientos importantes
- 1935 – Dordoña, Francia.
- 1936 – Montrose Rock Shelter, Colorado.
- 1936 – Yacimiento Johnson (un campamento menor de Folsom), Laporte, Colorado.
- 1939 a 1948 – Rancho Turner, Utah (investigación doctoral).
- 1953 – Asesora en una excavación de mamut en el Valle de México.
- 1955 – Asesora en una excavación de restos humanos cerca Turin Iowa.
- 1955 y 1956 – Rutas prehistóricas de migración de los antiguos cazadores en la provincia de Alberta, Canadá.
- 1960 – Cuenca Frazier Agate con Joe Ben Wheat en el Jurgens Cody (yacimiento Weld County) Colorado.
- 1963 – Asesora en las excavaciones en Onion Portage, Alaska.[5]

Después de trabajar en el museo hasta 1968, Wormington fue una popular conferenciante y profesora en varias universidades, empezando por la Universidad Estatal de Arizona, donde dio clases entre 1968 y 1969. Regresó a Colorado y estuvo de docente en la Universidad de Colorado de 1969 a 1970. Después de un descanso de tres años, fue profesora en la Universidad de Minnesota mientras trabajaba como profesora adjunta en el Colorado College, cargo que ocupó hasta 1986.

## Reconocimientos
En el mismo año que dejó el museo de Denver (1968), Wormington fue la primera arqueóloga elegida presidenta de la Sociedad Americana de Arqueología. Anteriormente, había ocupado el cargo de vicepresidenta dos veces (1950–51, 1955–56). Fue galardonada con una beca Guggenheim en 1970, y en 1977 recibió un doctorado honorario en letras de la Universidad del Estado de Colorado.
En 1983, la Sociedad Americana de Arqueología le otorgó el Premio al Mérito, siendo la primera mujer arqueóloga en recibirlo. Dos años más tarde, recibió el premio C. T. Hurst de la Colorado Archaeology Society por su importante papel en la arqueología de Colorado. Fue admitida en el Salón de la fama de las mujeres de Colorado en 1985. En 1988, fue nombrada nuevamente doctora honoris causa por la Universidad de Colorado, y ese mismo año fue nombrada conservadora emérita del Museo de Historia Natural de Denver.

## Obra (selección)
Wormington, H. M.
- 1939 – Ancient Man in North America.
- 1947 – Prehistoric Indians of the Southwest.
- 1977 – Archeology of the Late and Post-Pliocene from a New World perspective. In Paleoanthropology in the People's Republic of China. W. W. Howells and Patricia Jones Tsuchitani, eds. Washington, DC: National Academy of Sciences.
- 1979 – (Obituary) William Thomas Malloy, 1917–1978. American Antiquity 44(3).
- 1983 – Early Man in the New World: 1970–1980. In Early Man in the New World. Richard Shutler, Jr., ed. Berkeley: Sage Publications.[2]

Wormington, H. M. y Betty Holmes
- 1937 – The differentiation of Yuma Points.
- 1937 – A comparison of Folsom and Yuma Flaking Techniques.[2]

Wormington, H. M. y Robert Lister
- 1956 – Archaeological Investigations of the Uncomphgre Plateau. Denver Museum of Natural History, Proceedings Núm. 2.

Wormington, H. M. y Richard Forbis
- 1965 – An Introduction to the Archaeology of Alberta, Canada. Denver Museum of Natural History Proceedings Núm. 11.

Wormington, H. M. y D. Ellis (editores)
- 1967 – Pleistocene Studies in Southern Nevada. Nevada State Museum, Anthropological Papers No. 13, Carson City.
- 1948 – A proposed Revision of the Yuma Point Terminology; Proceedings. Colorado Museum of Natural History, Vol. 18, No. 2.
- 1955 – A Reappraisal of the Freemont Culture, with a Summary of the Archaeology of the Northern Periphery. Denver Museum of Natural History, Proceedings No. 1.
- 1962 – A Survey of Early American Prehistory. American Scientist 50(1): 230-42.